# Hamidou Traoré
Hamidou Traoré (* 7. Oktober 1996 in Bamako) ist ein malischer Fußballspieler.

## Karriere

### Verein
Traoré begann mit dem Vereinsfußball in der Nachwuchsabteilung von CO Bamako. 2013 wurde er hier auch in den Profikader aufgenommen.
Im Frühjahr 2015 wurde er vom türkischen Zweitligist Elazığspor verpflichtet. Zur Saison 2017/17 wechselte er gemeinsam mit seinem Teamkollegen Çağlar Şahin Akbaba zum Erstligisten Kardemir Karabükspor.

### Nationalmannschaft
Traoré nahm mit der malischen U-20-Nationalmannschaft  an der U-20-Fußball-Weltmeisterschaft 2013 teil und schied mit seinem Verein in der Gruppenphase aus dem Turnier aus.
2013 begann er auch für die Malische Nationalmannschaft aufzulaufen.

## Erfolge
Mit der malischen U-20-Nationalmannschaft
- Teilnehmer der U-20-Fußball-Weltmeisterschaft: 2013